# Oligosackarider

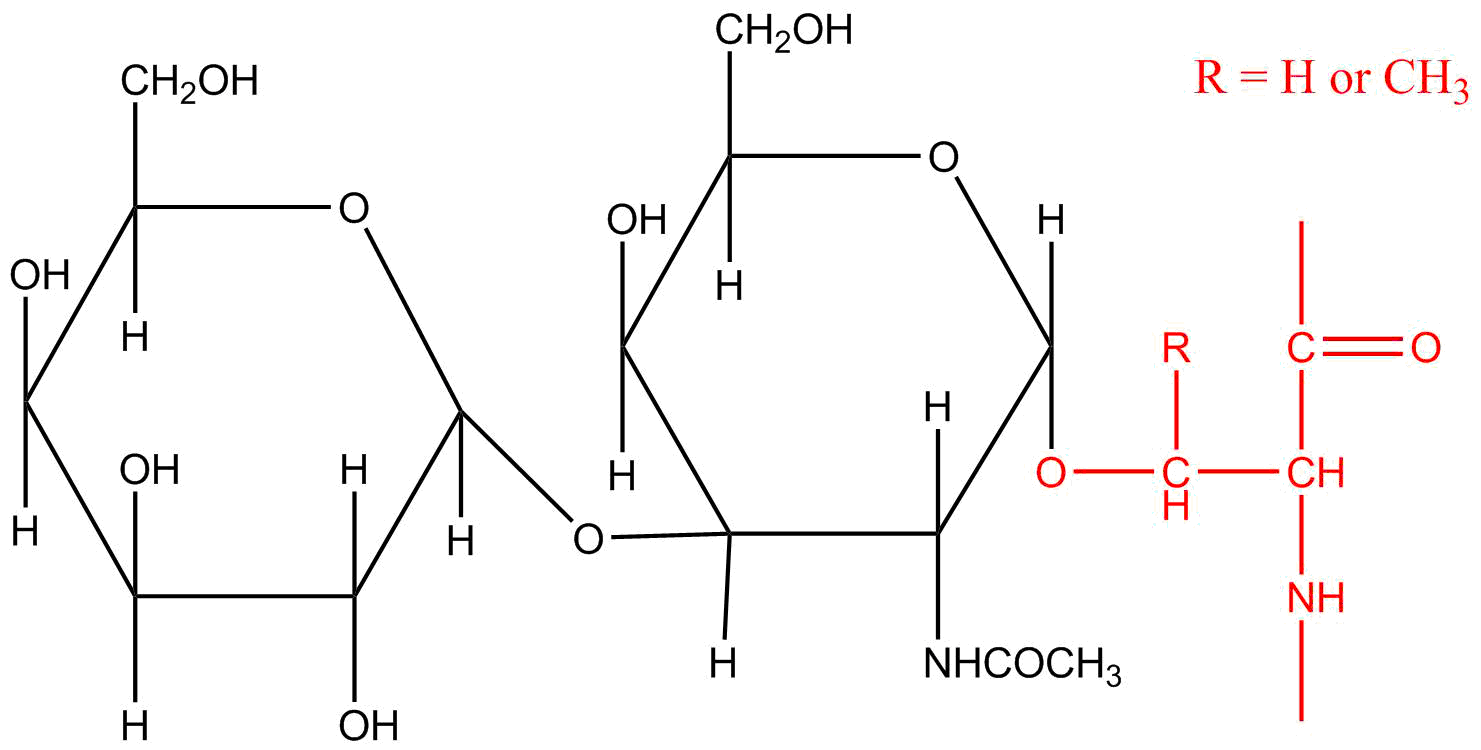

Oligosackarider (av grekiska olígos, "fåtal") är kolhydrater uppbyggda av ett definierat antal enkla kolhydratmolekyler, mellan fyra och tio.
Exempel på oligosackarider är fruktooligosackarider.